# 26 juin
Pour les articles homonymes, voir Vingt-Six-Juin.
26 mai 26 juillet
Chronologies thématiques
- Croisades
- Ferroviaires
- Sports
- Disney
- Anarchisme
- Catholicisme

Abréviations / Voir aussi
- (° 1852) = né en 1852
- († 1885) = mort en 1885
- a.s. = calendrier julien
- n.s. = calendrier grégorien
- Calendrier
- Calendrier perpétuel
- Liste de calendriers
- Naissances du jour

Le 26 juin est le 177e jour, moins souvent le 178e, de l'année du calendrier grégorien ; il en reste ensuite 188.
Son équivalent était généralement le 8 messidor du calendrier républicain ou révolutionnaire français, officiellement dénommé jour de l'échalote.

## Événements

### Iersiècle
- 4 : Tibère est adopté par l'empereur romain Auguste auquel il succédera sur le trône.

### XIIIesiècle
- 1243 : victoire des Mongols de Baïdju sur le Sultanat de Roum de Kay Khusraw II, à la bataille de Köse Dağ.
- 1295 : couronnement du roi de Pologne Przemysl II.

### XVesiècle
- 1483 : Richard III devient roi d'Angleterre.

### XVIesiècle
- 1522 : début du siège de Rhodes.
- 1541 : assassinat de Francisco Pizarro.

### XVIIesiècle
- 1632 : signature du traité de Liverdun, entre  Louis XIII, roi de France, et Charles IV, duc de Lorraine et de Bar.
- 1673 : Louis XIV et Vauban prennent Maastricht.

### XVIIIesiècle
- 1759 : début du siège de Québec.
- 1794 : bataille de Fleurus.

### XIXesiècle
- 1858 : signature du traité de Tianjin, consacrant la victoire occidentale lors de la seconde guerre de l'opium.
- 1889 : fondation de Bangui.
- 1894 : fin des émeutes anti-italiennes lyonnaises.

### XXesiècle
- 1917 : l'American Expeditionary Force arrive en France pendant la Première Guerre mondiale.
- 1945 : adoption de la Charte des Nations unies.
- 1946 : résolution no 7 du Conseil de sécurité des Nations unies, relative à la question espagnole.
- 1948 : début du pont aérien de Berlin.
- 1953 :
  - Lavrenti Beria, ministre soviétique de l'Intérieur, est limogé et arrêté : il sera exécuté le 23 décembre.
  - résolution no 116 du Conseil de sécurité des Nations unies, relative à l'admission de la Tunisie comme nouvel État membre.
- 1955 : adoption de la charte de la liberté, contre l'apartheid, lors du congrès du peuple.
- 1960 : indépendance de Madagascar.
- 1963 : 
  - visite du président des États-Unis d'Amérique John F. Kennedy à Berlin, où il prononce sa fameuse phrase « Ich bin ein Berliner ».
  - Levi Eshkol devient Premier ministre d'Israël, en remplacement de David Ben Gourion.
- 1975 : proclamation de l'état d'urgence en Inde.
- 1978 : attentat du château de Versailles.
- 1987 : la Convention contre la torture et autres peines ou traitements cruels, inhumains ou dégradants entre en vigueur.

### XXIesiècle
- 2016 : 
  - l'armée irakienne reprend la ville de Falloujah à l’organisation dite État islamique.
  - Le Parti populaire au pouvoir remporte des élections législatives en Espagne.
- 2017 : élection présidentielle (1er tour) en Mongolie.
- 2019 : la Croate Marija Pejčinović Burić est élue Secrétaire générale du Conseil de l'Europe[1].
- 2023 : en Grèce, au lendemain de la victoire de son parti, Nouvelle Démocratie, aux élections législatives, Kyriákos Mitsotákis est à nouveau nommé Premier ministre[2].

- 2024 :
  - en Bolivie, une tentative de coup d'État est déjouée[3].
  - Mark Rutte (photo), Premier ministre des Pays-Bas, est nommé secrétaire général de l'OTAN et entrera en fonction le 1er octobre[4].

## Arts, culture et religion
- 684 : élection du pape Benoît II.
- 1409 : Alexandre V est élu pape lors du concile de Pise pendant le Grand Schisme d'Occident.
- 1925 : sortie de la comédie dramatique américaine La Ruée vers l'or (The Gold Rush) de et avec Charles Chaplin.
- 1997 : publication de Harry Potter à l'école des sorciers, premier tome de la série Harry Potter de J.K. Rowling[5].
- 2000 : révélation du 3e secret de Fátima par le Vatican.
- 2021 : ouverture du centre culturel Luma de Maja Hoffmann en Arles[6].

## Sciences et techniques
- 1794 : la bataille de Fleurus voit la première utilisation militaire d'un ballon d'observation dans l'histoire de l'aérostation.
- 1886 : Henri Moissan décrit le fluor.
- 1925 : le Canadien Edward S. Rogers Sr. invente la première lampe de radio à courant alternatif qui permet d’alimenter les postes avec le courant domestique[7].
- 1936 : premier vol du Focke-Wulf Fw 61, premier hélicoptère fonctionnel.
- 1974 : le premier produit doté d'un code-barres scanné à une caisse est un paquet de gomme à mâcher de la William Wrigley Jr. Company dans un supermarché de la ville de Troy (Ohio).
- 1976 : ouverture de la Tour CN à Toronto.
- 2014 : le CNRS confirme l’évaluation à 2,1 milliards d’années de l’âge des organismes multicellulaires macroscopiques qui constituent le groupe fossile de Franceville au Gabon.
- 2016 : inauguration du canal de Panama élargi en présence d'environ 70 chefs d’État et de gouvernement.

## Économie et société
- 1988 : catastrophe aérienne d'Habsheim.
- 2015 : 
  - des mouvances salafistes djihadistes revendiquent les attentats de Sousse, de Koweït et de Saint-Quentin-Fallavier ayant fait au total plus d'une centaine de morts dans quatre pays ;
  - la secte Al-Shabbaab attaque la base de Lego en Somalie.
  - Les États-Unis adoptent le mariage homosexuel sur tout leur territoire fédéral.
- 2016 : consultation sur le projet de transfert de l'aéroport de Nantes-Atlantique sur la commune de Notre-Dame-des-Landes[8].
- 2020 : une attaque au couteau entraîne six blessés graves à Glasgow en Écosse (Royaume-Uni)[9].

## Naissances

### XVIIesiècle
- 1674 : Armand Gaston Maximilien de Rohan, prélat français († 19 juillet 1749).

### XVIIIesiècle
- 1730 : Charles Messier, astronome français († 12 avril 1817).
- 1746 : Jean-Sifrein Maury, cardinal français, archevêque de Paris († 10 mai 1817).
- 1753 : Antoine de Rivarol (Antoine Rivaroli dit de Rivarol ou simplement Rivarol), écrivain, journaliste, essayiste, et pamphlétaire royaliste français († 11 avril 1801).
- 1786 : Sunthon Phu (en), poète thaï célébré à l'échelle nationale de son pays (comme ci-après, † 1855).

### XIXesiècle
- 1817 : Branwell Brontë, peintre et écrivain britannique, frère de Charlotte, Emily et Anne Brontë († 24 septembre 1848).
- 1819 : Abner Doubleday, officier de l’armée américaine et inventeur présumé du baseball († 26 janvier 1893).
- 1821 : Bartolomé Mitre, militaire et homme politique argentin († 19 janvier 1906).
- 1824 : Lord Kelvin (William Thomson dit), physicien britannique († 17 décembre 1907).
- 1854 : Robert Laird Borden, homme politique, Premier ministre du Canada de 1911 à 1920 († 10 juin 1937).
- 1866 : Lord Carnarvon (George Herbert dit), égyptologue britannique († 5 avril 1923).
- 1892 : Pearl Buck, femme de lettres américaine, prix Nobel de littérature en 1938 († 6 mars 1973).
- 1895 : George Hainsworth, joueur de hockey sur glace canadien († 9 octobre 1950).
- 1898 : Willy Messerschmitt, ingénieur allemand en aéronautique († 15 septembre 1978).
- 1899 : Maria Nikolaïevna, grande-duchesse de Russie, fille du tsar Nicolas II († 17 juillet 1918).

### XXesiècle
- 1901 : 
  - Jean Boyer, réalisateur de cinéma français († 10 mars 1965).
  - Suzy Vernon, actrice française († 24 janvier 1997).
- 1904 : Peter Lorre, acteur américain d’origine austro-hongroise († 23 mars 1964).
- 1905 : « Armillita » (Juan Espinosa Saucedo dit), matador mexicain († 26 mai 1964).
- 1908 : Salvador Allende, chef d'État chilien de 1970 à 1973 († 11 septembre 1973).
- 1909 : 
  - le colonel Parker (Andreas Cornelis van Kuijk dit), imprésario américain d’origine hollandaise, gérant d'Elvis Presley († 21 janvier 1997).
  - Wolfgang Reitherman, animateur, réalisateur, producteur de films d'animation germano-américain chez Disney († 22 mai 1985).
- 1911 : Mildred Didrikson Zaharias, sportive américaine, championne olympique du lancer du javelot et du 80 m haies († 27 septembre 1956).
- 1913 : Aimé Césaire, poète et homme politique français († 17 avril 2008).
- 1914 : Lyman Spitzer, astrophysicien américain († 31 mars 1997).
- 1920 : Jean-Pierre Roy, joueur et commentateur de baseball québécois († 31 octobre 2014).
- 1921 : Philippe Oyhamburu, danseur, chorégraphe, musicien, chef de chœur, auteur, animateur, conférencier et historien basque (centenaire).
- 1922 :
  - Enzo Apicella, peintre italien († 31 octobre 2018).
  - Eleanor Parker, actrice américaine († 9 décembre 2013).
  - Dick Smith, maquilleur de cinéma américain († 31 juillet 2014).
- 1923 : Franz-Paul Decker, chef d'orchestre allemand († 19 mai 2014).
- 1924 : Richard Bull, acteur américain († 3 février 2014).
- 1925 : Pavel Beliaïev (Павел Иванович Беляев), cosmonaute soviétique († 10 janvier 1970).
- 1926 : Marian Turski, historien et journaliste polonais.
- 1927 : Jerry Schatzberg, photographe, réalisateur et scénariste américain de cinéma lauréat d'une palme d'or cannoise.
- 1928 :
  - Yoshiro Nakamatsu, inventeur japonais.
  - Bill Sheffield, homme politique américain.
- 1929 :
  - June Bronhill, soprano australienne († 24 janvier 2005).
  - Fred Bruemmer, photographe naturaliste et auteur canadien d'origine lettone († 17 décembre 2013).
  - Milton Glaser, typographe américain († 26 juin 2020).
- 1931 : Anne-Marie Jaccottet née Haesler, illustratrice et peintre suisse et épouse du poète Philippe Jaccottet.
- 1932 : Marguerite Pindling, femme d'État bahaméenne, gouverneur général des Bahamas de 2014 à 2019.
- 1933 : Claudio Abbado, chef d'orchestre italien († 20 janvier 2014).
- 1934 : 
  - Dave Grusin, pianiste de jazz et compositeur américain.
  - Maurice Trogoff, journaliste ouest-français († 1er septembre 2000).
- 1936 : Jean-Claude Turcotte, prélat canadien († 8 avril 2015).
- 1938 : Billy Davis, Jr. (en), chanteur américain du groupe The 5th Dimension.
- 1941 : 
  - Yves Beauchemin, écrivain québécois.
  - Pierre-Marie Gaschy, évêque catholique français.
- 1942 : Gilberto Gil (Gilberto Passos Gil Moreira dit), chanteur et ancien ministre brésilien.
- 1943 : Georgie Fame (Clive Powell dit), chanteur et instrumentiste anglais.
- 1944 : Annie Sinigalia, actrice et doubleuse vocale française.
- 1945 : Christian Grenier, écrivain jeunesse français.
- 1947 :
  - Jihel (Jacques Camille Lardie dit), artiste et journaliste français.
  - Renée Martel, chanteuse québécoise († 18 décembre 2021).
- 1950 : Manfred Nowak, avocat spécialiste des droits de l'homme autrichien.
- 1951 ou 1953 : Robert Davi, acteur américain.
- 1953 : Daniel Senet, haltérophile français, vice-champion olympique.
- 1955 :
  - Rachid Arhab, journaliste franco-algérien.
  - Maxime Bossis, footballeur français.
  - Mick Jones (Michael Geoffrey Jones dit), musicien britannique, guitariste et chanteur du groupe The Clash.
- 1956 :
  - Sima Sami Bahous, diplomate jordanienne, ambassadrice auprès de l'ONU.
  - Véronique Genest (Véronique Combouilhaud dite), actrice française.
  - Bernard A. Harris Jr., astronaute américain.
  - Chris Isaak (Christopher Joseph Isaak dit), chanteur américain.
- 1957 : Philippe Couillard, neurochirurgien et homme politique québécois, premier ministre du Québec de 2014 à 2018.
- 1961 :
  - Greg LeMond, cycliste américain.
  - Terri Nunn (en), chanteuse et actrice américaine du groupe Berlin.
- 1963 :
  - Douchka (Bojidarka Douchka Esposito dite), chanteuse et danseuse française.
  - Richard Garfield, créateur de jeux américain.
  - Mikhaïl Khodorkovski (Михаил Борисович Ходорковский), homme d'affaires russe.
  - Hervé Lacombe, musicologue français.
- 1964 : Tommi Mäkinen, pilote de rallye finlandais.
- 1966 : Dany Boon (Daniel Hamidou dit), humoriste français.
- 1967 : 
  - Olivier Dahan, réalisateur et scénariste français.
  - Benoît Hamon, homme politique français.
- 1968 :
  - Paolo Maldini, footballeur italien.
  - Élyse Marquis, actrice et animatrice québécoise.
- 1969 :
  - Colin Greenwood, musicien britannique, bassiste du groupe Radiohead.
  - Éric Salvail, animateur et producteur québécois.
- 1970 :
  - Paul Thomas Anderson, scénariste, réalisateur et producteur américain.
  - Chris O'Donnell, acteur américain.
  - Paweł Nastula, judoka polonais, champion olympique.
- 1971 :
  - Max Biaggi, pilote de moto italien.
  - Óscar Higares, matador espagnol.
  - Christine Nordhagen, lutteuse canadienne.
  - Aleksandr Maseikov, céiste biélorusse, champion olympique.
- 1972 : Garou (Pierre Garand dit), chanteur canadien.
- 1973 : Samuel Benchetrit, écrivain et cinéaste français.
- 1974 :
  - Derek Jeter, joueur de baseball américain.
  - Jason Kendall, joueur de baseball américain.
- 1975 :
  - Florence Loiret Caille, actrice française.
  - Marie-Nicole Lemieux, contralto québécoise.
- 1979 : Ryan Tedder, chanteur et auteur-compositeur américain du groupe OneRepublic.
- 1980 :
  - Hamílton Hênio Ferreira Calheiros, footballeur togolais.
  - Jeroen de Man, acteur et metteur en scène néerlandais.
  - Jason Schwartzman, acteur américain.
  - Sinik (Thomas Idir dit), rappeur français.
  - Rémy Vercoutre, footballeur français.
- 1981 : Damien Sargue, chanteur français.
- 1982 : Despo Rutti, chanteur français.
- 1983 : Felipe Melo, footballeur brésilien.
- 1984 : Aubrey Plaza, actrice américaine.
- 1985 : Orgyen Trinley Dorje, chef religieux tibétain, 17e karmapa.
- 1986 : Rasmus Bengtsson, footballeur suédois.
- 1987 :
  - Samir Nasri, footballeur français à Manchester City.
  - Artur Yedigaryan, footballeur arménien.
- 1988 : Remy LaCroix, actrice pornographique américaine.
- 1989 : Pauline Étienne, actrice belge francophone.
- 1990 : Fahd El Hachimi, journaliste et animateur de télévision marocain.
- 1992 :
  - Rudy Gobert, basketteur français.
  - Akil Mitchell, basketteur américain.
- 1993 : Ariana Grande, chanteuse américaine.
- 1994 : Hollie Arnold, athlète handisport britannique.

### XXIesiècle
- 2005 : Alexia d'Orange-Nassau, princesse des Pays-Bas, seconde fille du roi Willem-Alexander des Pays-Bas et de la reine Máxima.

## Décès

### IVesiècle
- 363 : Julien (Flavius Claudius Julianus devenu Julien II dit Julien l'Apostat par la tradition chrétienne, Julien le Philosophe ou), César en Gaule de 355 à 361 puis proclamé empereur romain à part entière à Lutèce (dans l'actuelle Paris) de fin 361 à sa mort (° v. 331 / 332).

### VIesiècle
- 548 : Théodora, impératrice byzantine[10] (° vers 500).

### XVIesiècle
- 1541 : Francisco Pizarro, conquistador espagnol au nouveau monde outre la mer océane Atlantique (° 16 mars 1476).

### XVIIIesiècle
- 1718 : Alexis Petrovitch de Russie, fils aîné du tsar Pierre Ier de Russie (° 28 février 1690).
- 1752 : Jules Alberoni, prélat italien et homme d'État espagnol (° 31 mai 1664).
- 1793 : Gilbert White, naturaliste et ornithologue britannique (° 18 juillet 1720).

### XIXesiècle
- 1810 : Joseph-Michel Montgolfier, inventeur français (° 26 août 1740).
- 1826 : Pierre-Édouard Lémontey, écrivain français (° 14 janvier 1762).
- 1827 : Gabriel Feydel, avocat et homme politique français (° 9 septembre 1744).
- 1830 : George IV, roi du Royaume-Uni de 1820 à 1830 (° 12 août 1762).
- 1836 : Claude Joseph Rouget de Lisle, compositeur français (° 10 mai 1760).
- 1841 : Victoria d'Anhalt-Bernbourg-Schaumbourg, fille morganatique du prince d'Anhalt-Bernbourg-Schaumbourg (° 9 janvier 1749).
- 1844 : John Conrad Otto, médecin américain (° 13 mars 1774).
- 1853 : Henry Cockton, romancier anglais (° 1807).
- 1870 : Armand Barbès, homme politique français (° 18 septembre 1809).
- 1886 : David Davis, homme politique américain (° 9 mars 1815).

### XXesiècle
- 1922 : Albert Ier, prince régnant de Monaco de 1889 à sa mort (° 13 novembre 1848).
- 1934 : Nathaniel Lord Britton, géologue et botaniste américain (° 15 janvier 1859).
- 1941 : Harper B. Lee, matador américain (° 5 septembre 1884).
- 1947 : Richard Bedford Bennett, homme politique canadien, Premier ministre du Canada de 1930 à 1935 (° 3 juillet 1870).
- 1956 : Clifford Brown, trompettiste de jazz et compositeur américain (° 30 octobre 1930).
- 1957 : Malcolm Lowry, écrivain britannique (° 28 juillet 1909).
- 1958 : Maurice de La Fuye, historien français (° 20 janvier 1886).
- 1964 : 
  - Léo Dandurand, gestionnaire canadien de hockey sur glace et de football canadien (° 9 juillet 1889).
  - Gerrit Rietveld, stylicien, architecte et ébéniste néerlandais (° 24 juin 1888).
- 1965 : Masamitsu Ōshima (大島 正満), herpétologiste et ichtyologiste japonais (° 21 juin 1884).
- 1967 : Françoise Dorléac, actrice française (° 21 mars 1942).
- 1975 : Josemaria Escriva de Balaguer, religieux espagnol, fondateur de l’Opus Dei (° 9 janvier 1902).
- 1983 : James Robert Knox, cardinal australien (° 2 mars 1914).
- 1984 : Michel Foucault, philosophe français (° 15 octobre 1926).
- 1986 : Pierre Frag, acteur français (° 7 avril 1929).
- 1988 : Hans Urs von Balthasar, théologien et cardinal suisse (° 12 août 1905).
- 1989 : Howard Charles Green (en), homme politique canadien (° 5 novembre 1895).
- 1992 : Buddy Rogers, catcheur américain (° 20 février 1921).
- 1993 : Roy Campanella, joueur de baseball américain (° 19 novembre 1921).
- 1996 : 
  - Veronica Guerin, journaliste irlandaise (° 5 juillet 1958).
  - Pedro Montañez, boxeur portoricain (° 24 avril 1914).
- 1997 : 
  - George Bassman, compositeur, arrangeur, orchestrateur et chef d'orchestre américain (° 7 février 1914).
  - Israel Kamakawiwoʻole, musicien et chanteur américain (° 20 mai 1959).
  - André Pierrard, homme politique français (° 3 octobre 1916).
- 1998 :
  - Pierre Angénieux, ingénieur et industriel français (° 14 juillet 1907).
  - Alioune Blondin Béye, homme politique malien (° 8 janvier 1939).
  - Andrew Croft, explorateur britannique (° 30 novembre 1906).
  - Luciano Pezzi, cycliste sur route italien (° 7 février 1921).
  - Dick Schulz, basketteur américain (° 3 janvier 1917).
- 2000 : 
  - Ken Bell, photographe canadien (° 30 juillet 1914).
  - Corneliu Mănescu, homme politique roumain (° 8 février 1916).

### XXIesiècle
- 2001 : 
  - Gina Cigna, cantatrice italienne (° 6 mars 1900).
  - Lalla Romano (Graziella Romano' dite), écrivaine, journaliste et peintre italienne (° 11 novembre 1906).
- 2002 : 
  - Barbara Georgina Adams, égyptologue britannique (° 19 février 1945).
  - Jay Berwanger, joueur de foot U.S. américain (° 19 mars 1914).
  - Maximiliano Kosteki, peintre argentin (° 1980).
  - Dermot Walsh, acteur britannique (° 10 septembre 1924).
  - Philip Whalen, poète américain (° 20 octobre 1923).
- 2003 : 
  - Marc-Vivien Foé, footballeur camerounais (° 1er mai 1975).
  - Denis Thatcher, homme d'affaires britannique (° 5 octobre 1915).
- 2007 :
  - Jupp Derwall, footballeur puis entraîneur allemand (° 10 mars 1927).
  - Lucien Hervé, photographe français (° 7 août 1910).
  - Luigi Meneghello, universitaire et écrivain italien (° 16 février 1922).
- 2009 : Gale Storm, actrice et chanteuse américaine (° 5 avril 1922).
- 2010 : Algirdas Brazauskas, homme politique lituanien. Président et Premier ministre de la Lituanie (° 22 septembre 1932).
- 2012 : 
  - Nora Ephron, journaliste, romancière, scénariste, réalisatrice et productrice américaine (° 19 mai 1941).
  - Albert Netter, médecin gynécologue et endocrinologue français (° 8 juin 1910).
- 2013 : 
  - Hervé Boussard, cycliste sur route français (° 8 mars 1966).
  - Nilton Pacheco de Oliveira, basketteur brésilien (° 26 juillet 1920).
  - Marc Rich, homme d'affaires israélo-américano-belgo-hispano-suisse (° 18 décembre 1934).
  - Bert Stern, photographe de mode américain (° 3 octobre 1929).
- 2014
  - Lidia Alexeyeva, basketteuse puis entraîneur soviétique et ensuite russe (° 4 juillet 1924).
  - Howard Baker, homme politique américain (° 15 novembre 1925).
  - Michel Dasseux, homme politique français (° 23 juillet 1936).
  - Julius Rudel, chef d'orchestre américain (° 6 mars 1921).
  - Michael Henry Wilson, réalisateur, producteur critique et historien du cinéma franco-américain (° 2 octobre 1946).
- 2015
  - Paul Ambros, hockeyeur sur glace allemand (° 22 juin 1933).
  - Roger Bordier, écrivain français (° 5 mars 1923).
  - Ievgueni Primakov, homme politique soviétique puis russe (° 19 octobre 1929).
  - Kája Saudek, peintre et dessinateur de bandes dessinées tchèque (° 13 mai 1935).
- 2016 : 
  - Jürgen von Beckerath, égyptologue allemand (° 19 février 1920).
  - Austin Clarke, écrivain canadien (° 26 juillet 1934).
  - Andrés Hernández Ros, homme politique espagnol (° 30 juillet 1948).
- 2017 :
  - Claude Fagedet, photographe français (° 30 mars 1928).
  - Isaías Pimentel, joueur de tennis vénézuélien (° 16 février 1933).
  - Roland Rappaport, avocat français (° 21 septembre 1933).
  - Alain Senderens, chef cuisinier français (° 2 décembre 1939).
  - Habib Thiam, homme d'état sénégalais (° 21 janvier 1933).
- 2018 : 
  - Harold Davis, footballeur écossais (° 10 mai 1933).
  - Henri Diricx, footballeur belge (° 7 juillet 1927).
  - Dewey Johnson, musicien de jazz américain (° 6 novembre 1939).
  - Henri Namphy, militaire et homme d’État haïtien (° 2 novembre 1932).
  - Daniel Pilon, acteur québécois (° 13 novembre 1940).
- 2019 : 
  - Georges Brossard, entomologiste canadien (° 11 février 1940).
  - Charálambos Cholídis, lutteur grec (° 1er octobre 1956).
  - Ivan Cooper, homme politique britannique (° 1er janvier 1944).
  - Gilberte Marin-Moskovitz, femme politique française (° 22 juin 1937).
  - Édith Scob (Édith Vladimirovna Scobeltzine dite), actrice française (° 21 octobre 1937).
  - Max Wright, acteur américain (° 2 août 1943).
- 2020 :
  - Abdoulatifou Aly, avocat et homme politique français (° 12 avril 1960).
  - Kelly Asbury, réalisateur, scénariste et acteur américain (° 15 janvier 1960).
  - Hermes Binner, médecin et homme politique argentin (° 5 juin 1943).
  - Stuart Cornfeld, producteur de cinéma américain (° 13 novembre 1952).
  - Jacques Coursil, trompettiste, sémioticien et compositeur français (° ? 1938).
  - James Dunn, théologien britannique (° 21 octobre 1939).
  - Milton Glaser, typographe américain (° 26 juin 1929).
  - Syed Munawar Hasan, homme politique pakistanais (° 5 août 1941).
  - Diana Maddock, femme politique britannique (° 31 janvier 1947).
  - Taryn Power, actrice américaine (° 13 septembre 1953).
  - Julianus Kema Sunarka, prélat catholique indonésien (° 25 décembre 1941).
- 2021 : 
  - Antoine Bailly, géographe suisse (° 4 juillet 1944).
  - Orlando Borrego, économiste et homme politique cubain (° 3 mars 1936).
  - Marcelo Campo, joueur de rugby à XV international argentin (° 1er juillet 1957).
  - José Nino Gavazzo, colonel uruguayen (° 2 octobre 1939).
  - Mike Gravel, homme politique américain (° 13 mai 1930).
  - Fernand Guiot, acteur franco-belge (° 7 août 1932).
  - Abdalelah Haroun, athlète de sprint soudanais puis qatari (° 1er janvier 1997).
  - Jon Hassell, trompettiste américain (° 22 mars 1937).
  - Mir Hazar Khan Khoso, juge et homme d'État pakistanais (° 30 septembre 1929).
  - John Langley, producteur, scénariste et réalisateur américain (° 1er juin 1943).
  - Freddy Qvick, footballeur puis entraîneur belge (° 6 novembre 1940).
  - Frederic Rzewski, compositeur et pianiste virtuose américain (° 13 avril 1938).
- 2022 : 
  - Margaret Keane, artiste peintre américaine (° 15 septembre 1927).
  - Raffaele La Capria, écrivain, scénariste et traducteur italien (° 3 octobre 1922).
  - Frank Moorhouse, écrivain et scénariste australien (° 21 décembre 1938).
  - Frank Williams, acteur britannique (° 2 juillet 1931).
- 2024 :
  - Sergueï Berezine, joueur russe de hockey sur glace (° 5 novembre 1971).
  - Gary Grant, trompettiste, compositeur, producteur et musicien de session américain (° ).
  - François de Siebenthal, personnalité politique suisse (° 1955).
  - Yaşar Yakış, homme politique turc (° 1er août 1938).

## Célébrations

### Internationales
Nations unies :
- Journée internationale pour le soutien aux victimes de la torture[11].
- Journée internationale contre l'abus et le trafic de drogues (wikidata)[12].

### Nationales
- Madagascar (Union africaine) : fête nationale.
- Roumanie (Union européenne) : fête du drapeau national[13].
- Thaïlande : fête de Sunthon Phu (en) (สุนทรภู่), poète thaï né le 26 juin 1786 et mort en 1855[14].

### Saints des Églises chrétiennes

#### Saints catholiques et orthodoxes du jour
Référencés ci-après in fine, :
- Babolein († vers 677) -ou « Babolin » ou « Babolenus »-, moine de Luxeuil, premier abbé de l'abbaye Saint-Pierre-du-Fossé (aujourd'hui à Saint-Maur-des-Fossés), qui fonda plusieurs églises et hôpitaux.
- David de Thessalonique († 540), originaire de Mésopotamie, ermite près de Thessalonique en Macédoine.
- Déodat († 405 ou 473 ?), évêque de Nole en Campanie, disciple et successeur de saint Paulin.
- Orosia de Jaca († 714 ou 716 ?) -ou « Eurosie », « Orosie » ou « Oroise »-, vierge, martyre à Jaca en Aragon par la main de musulmans (voir aussi la veille 25 juin).
- Jean de Gothie († vers 800), évêque de Gothie, sur la côte méridionale de Crimée.
- Jean et Paul († 362), frères, martyrs à Rome sous Julien décédé lui-même en 363 ci-avant.
- Maixent du Poitou († 515) -ou « Maixent d'Agde »-, originaire d'Agde, abbé en Poitou.
- Pélage de Cordoue († 925) ou « Pelayo »-, adolescent, martyr torturé à mort par des musulmans à Cordoue en Andalousie sous Abd al-Rahman III.
- Pexine († vers 726) -ou « Persévérande », « Peccina », « Pecinna », « Pecine », « Pexine », « Pezaine », « Pezenne » ou « Pazanne »-, d'origine espagnole, moniale à Tauriacus (aujourd'hui Sainte-Pezenne) en Poitou, avec ses amies Macrine et Colomba, morte d'épuisement en voulant échapper à des pillards.
- Sauve d'Angoulême († vers 768) -ou « Salve » ou « Salvius »-, originaire d'Auvergne et évêque d'Angoulême, avec Super -ou « Supery » ou « Supérieur »-, martyrs à Beuvrages près de Valenciennes en Hainaut.
- Wambert (IXe siècle) -ou « Vambert »-, chorévêque, martyr par la main de Vikings à Saint-Pierre-sur-Dives en Normandie.
- Vigile († vers 405), évêque de Trente, martyr lapidé par des païens.

#### Saints et bienheureux catholiques du jour
référencés ci-après :
- Anthelme de Belley († 1178) -ou « Anthelme de Chignin »-, né au château de Chignin près de Chambéry en Savoie, évêque de Belley.
- André-Hyacinthe Longhin († 1936) -ou « Andrea Giacinto Longhin en italien »-, bienheureux, évêque de Trévise en Italie.
- Josemaría Escrivá de Balaguer († 1975) prêtre espagnol, fondateur de l’Opus Dei et de la Société des prêtres de la Sainte Croix.
- Joseph Ma Taishun († 1900), médecin et catéchiste chinois martyr en Chine dans la province de Hebei.
- Joseph-Marie Robles († 1928) -ou « Tranquillin Ubiarco Robles »-, prêtre mexicain et martyr.
- Marie-Joséphine († 1948) -ou « Joséphine Catanea »-, bienheureuse carmélite italienne.
- Marie-Madeleine Fontaine, Françoise Lanel, Jeanne Gérard et Thérèse Fantou († 1794), bienheureuses religieuses françaises et martyres.
- Nicolas Konrad, Vladimir Pryjma et André Iscak († 1941), bienheureux prêtres et laïc ukrainiens, martyrs des Nazis.
- Raymond Pétiniaud de Jourgnac († 1794), bienheureux, vicaire général de l'évêque de Limoges, martyr de la Révolution française.
- Rodolphe de Gabrielli († 1064) -ou « Rodolfo de Gabrielli »-, évêque de Gubbio en Ombrie (Italie centrale).

#### Saints orthodoxes?
Outre les saints œcuméniques voire pré-schismatiques ci-avant, aux dates parfois "juliennes" / orientales ...
- Denys de Souzdal († 1385), moine des grottes de Kiev, ermite sur les rives de la Volga puis évêque de Souzdal, métropolite de Kiev et de toute la Russie, martyrisé par le prince de Lituanie.
- David de Sainte-Anne († 1813) -ou « David de Kydonia »-, moine de la skite de Sainte-Anne au mont Athos, martyr à Thessalonique par la main de musulmans turcs.

### Prénoms du jour
Bonne fête aux Anthelme, sa variante Antelme et les formes féminines Anthelmette, Thelma (voir Anselme les 21 avril).
Et aussi aux :
- Gwenvred et ses variantes autant bretonnes : Gwenvrevi, Winifrid, etc.
- Aux Josemaria (19 mars etc.),
- Maixent et Maxence,
- Pélage (voir les Pélagie les 8 octobre).
- Pexine et ses variantes : Pazanne, Pezenne.
- Aux Saulve,
- et aux Vigile, sinon Virgile, Virgill, Virgilio, etc.

## Traditions et superstitions

### Dicton
« À la saint Anthelme, fânent les hélianthèmes. »

### Légende d'origine germanique
La trame finale du "Joueur de flûte de Hamelin" se serait située le 26 juin 1284.

### Astrologie
Signe du zodiaque : 
- 10e jour du signe astrologique des Gémeaux en astrologie sidérale ;
- 5e jour du signe astrologique du cancer en astrologie tropicale.